# 115 до н. е.

## Народились
- Аппулея
- Марк Ліциній Красс — римський полководець і політичний діяч.

## Померли
- Артавазд I
- Квінт Цецилій Метелл Македонський
- Публій Муцій Сцевола